# Hawthorne Heights
Hawthorne Heights är ett emoband från Ohio som bildades i Dayton i juni 2001 under namnet A Day in the Life. Bandets debutalbum kom 2004 och hette The Silence In Black And White. 2006 kom uppföljaren, If Only You Were Lonely med singeln "Saying Sorry" som spelats rätt mycket på svenska radiokanalen Bandit.

## Casey Calverts död
Casey Calvert påträffades död på bandets turnébuss den 29 november 2007. Obduktionen konstaterade att Calvert överdoserat på en kombination av klonazepam, hydrokodon och citalopram. Calvert hade recept på samtliga preparat.

## Bandmedlemmar
Nuvarande medlemmar
- JT Woodruff – sång, rytmgitarr, keyboard, piano (2001– )
- Matt Ridenour – basgitarr, bakgrundssång (2001– )
- Mark McMillon – rytmgitarr (2013– ; turnerande medlem 2009–2013)
- Chris Popodak – trummor, slagverk (2014– ; live/studio)

Tidigare medlemmar
- Eron Bucciarelli – trummor (2001–2014)
- Jesse Blair – rytmgitarr, sologitarr (2001–2002)
- Andy Saunders – rytmgitarr, sologitarr, bakgrundssång (2001–2002)
- Kevin Byers – basgitarr, bakgrundssång (2001–2002)
- Andy Lazier – trummor, percussion (2001–2002)
- Shane Hawk – rytmgitarr, sologitarr (2002)
- Josh Bethel – basgitarr, bakgrundssong (2001–2002)
- Micah Carli – sologitarr (2001–2015), bakgrundssång (2009–2015), mandolin, ukulele (2009–2010)
- Casey Calvert – rytmgitarr, bakgrundssång (2002–2007; död 2007)

Studiomusiker
- Grace Carli – bakgrundssång (2004)
- John Bender – bakgrundssång (2005)
- Sebastian Davin – piano (2005)

## Diskografi
Studioalbum
- The Silence in Black and White (2004)
- If Only You Were Lonely (2006)
- Fragile Future (2008)
- Skeletons (2010)
- Zero (2013)
- The Silence In Black And White Acoustic (2014)
- Bad Frequencies (2018)
- The Rain Just Follows Me (2021)
- If Only You Were Lonely XV (2023)

EP
- Rhapsody Originals (2008)
- Hate (2011)
- Stripped Down To The Bone (2012)
- Hope (2012)
- Hurt (2015)
- Ohio Is for Covers (2015)

Singlar (topp 50 på Billboard Alternative Songs)
- "Ohio Is for Lovers" (2004) (#34)
- "Niki FM" (2005) (#40)
- "Saying Sorry" (2006) (#7)

Samlingsalbum
- Midwesterners: The Hits (2010)
- Lost Frequencies (2019)